# Bauhaus (Band)
Bauhaus ist eine britische Dark-Wave-/Rock-Band, die zusammen mit Musikern wie Joy Division, Siouxsie and the Banshees, The Cure und David Bowie den Grundstein für Gothic Rock legte. Die Band kombiniert einen progressiven, experimentellen Musikstil mit schwermütigen und mystischen Texten und einem Auftreten in dunkler Kleidung mit düsterem Make-up.

## Geschichte

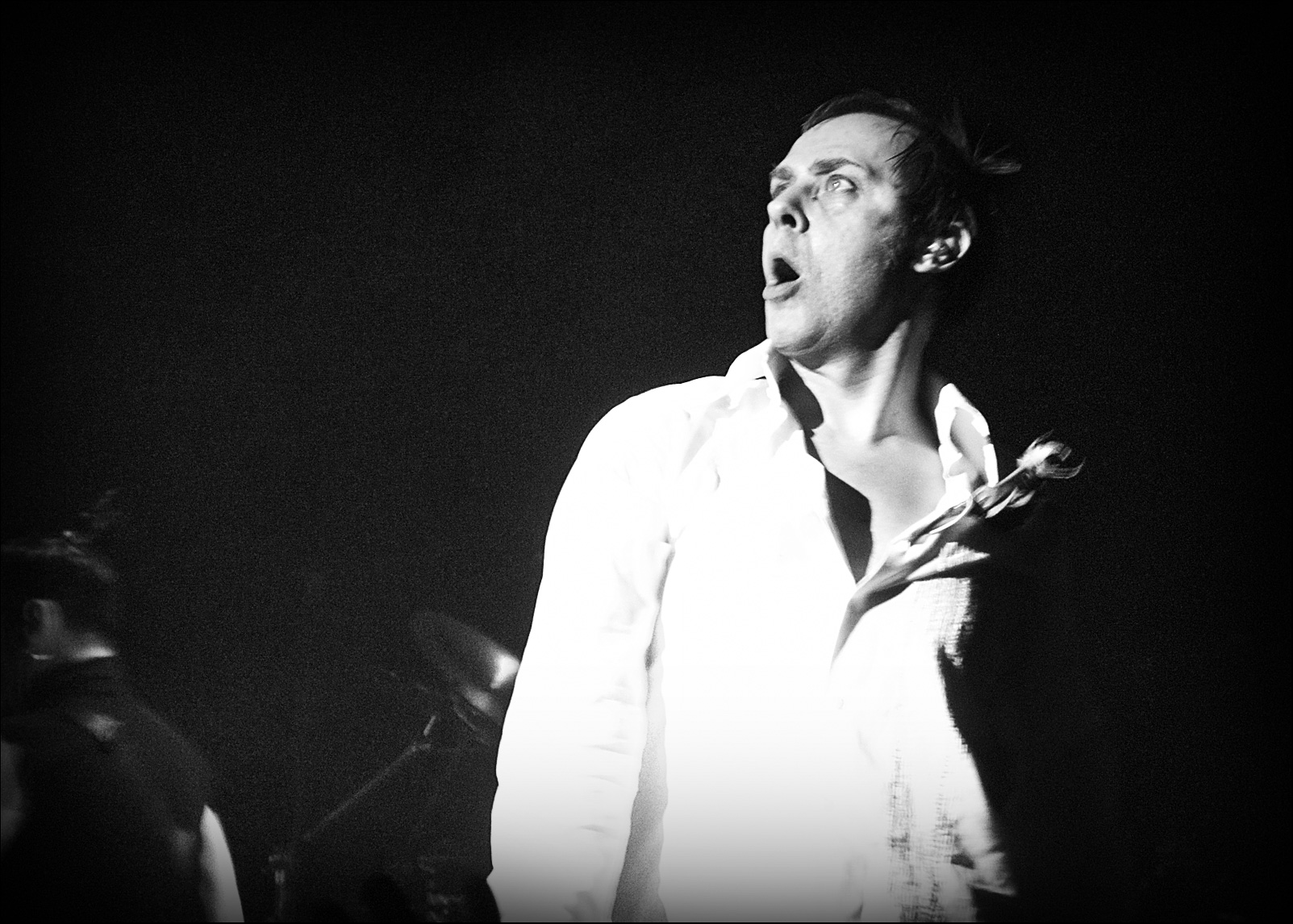
Peter Murphy (2006)

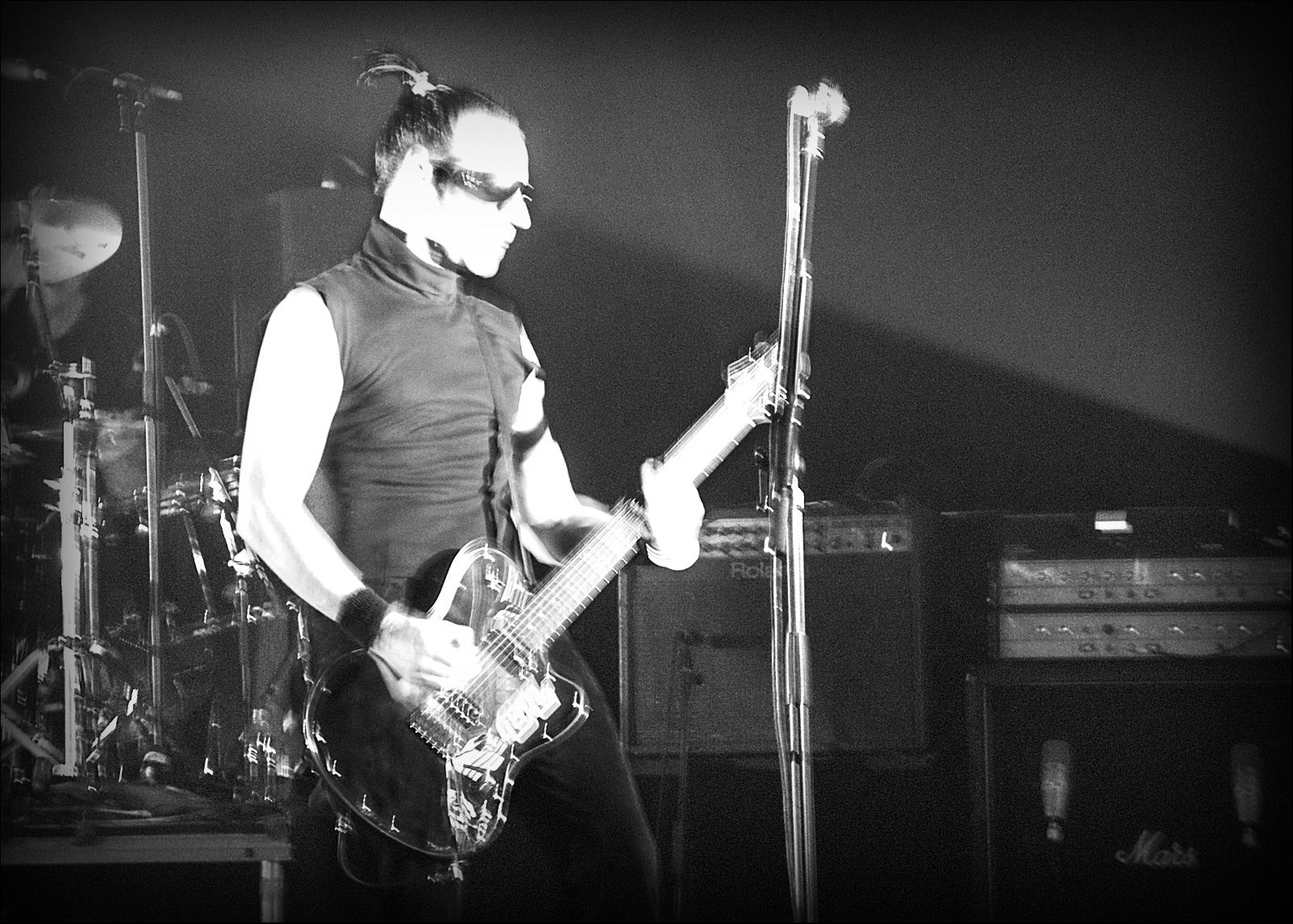
Daniel Ash (2006)

### Erste Phase (1978–1983)
Gegründet wurde die Band 1978 im englischen Northampton von den vier Kunststudenten Peter Murphy, Daniel Ash, David J und Kevin Haskins.
Namensgeber war die 1919 von Walter Gropius in Weimar gegründete Kunst- und Designschule Bauhaus (ursprünglich nannte sich die Gruppe „Bauhaus 1919“). Zudem verwendete die Gruppe auf Veröffentlichungen und Merchandising-Artikeln das von Oskar Schlemmer entworfene Bauhaus-Logo. Zunächst ließ Daniel Ash die Konzerte der Band aufnehmen und verschickte die Bänder an diverse Plattenfirmen in Amerika. Später wurden Demotapes an einige rund um London ansässige Labels geschickt, bis sie 1979 von Independent-Label Small Wonder Records unter Vertrag genommen wurden.
Mit ihrer Debütsingle Bela Lugosi’s Dead wurden sie schlagartig in der britischen Post-Punk-Subkultur berühmt. Die Single bekam sehr positive Kritiken von diversen Musikmagazinen wie Sounds. Des Weiteren war die Single über zwei Jahre an der Spitze der britischen Independent Charts.
Im Januar 1980 wurden sie zu einer BBC Radiosession von John Peel eingeladen, wodurch sie den Bekanntheitsgrad nochmals steigern konnten.
Nach dieser Session wurde die Band beim 1979 gegründeten Independent-Label 4AD unter Vertrag genommen. Zunächst wurden noch drei weitere Singles, darunter eine Coverversion von Telegram Sam der britischen Band T. Rex veröffentlicht. Ende des Jahres kam schließlich das Debütalbum In the Flat Field auf den Markt. Das Album schaffte es in die Top 100 der britischen Verkaufscharts.
Aufgrund der immer größer werdenden Popularität wechselten die Musiker zum Label Beggars Banquet Records. Im Jahr 1981 hatte die Band mit dem Album Mask sowie den Singles Kick in the Eye und The Passion of Lovers weitere Charterfolge in Großbritannien. Im nächsten Jahr veröffentlichte Bauhaus eine Coverversion von David Bowies Ziggy Stardust, mit der sie 1982 bei Top of the Pops auftraten. Durch diesen Auftritt schaffte es das Album The Sky’s Gone Out in die britischen Top 10.
Für den Film Begierde (The Hunger) wurde der Song Bela Lugosi’s Dead als Opener verwendet. Dazu sah man als erste Einstellung die Band in einer Diskothek spielen. Während der Aufnahmen für das Album Burning From The Inside erkrankte Peter Murphy an einer Lungenentzündung, wodurch sich die Aufnahmen in die Länge zogen.
Nach seiner Genesung wurde zunächst die Single She’s in Parties veröffentlicht, mit der die Band einen erneuten Auftritt bei Top of the Pops absolvierten. Bei der nachstehenden Tour wurde von Daniel Ash bekanntgegeben, dass es sich hierbei um die letzte Tour handeln werde. Wegen immer größer werdender Differenzen zwischen den Bandmitgliedern habe man sich entschlossen, getrennte Wege zu gehen. Beim letzten Konzert im Hammersmith Palast rief David J. Rest In Peace ins Publikum, ehe die Band die Bühne verließ.
Nach der Veröffentlichung von Burning from the Inside wurde die Band offiziell aufgelöst.

### Zwischenzeit (1984–2004)
Peter Murphy gründete zunächst zusammen mit Mick Karn das Musikprojekt Dalis Car, welches aber bereits nach einem Album aufgelöst wurde. Später entschied er sich für eine Solokarriere. Die übrigen Band-Mitglieder schlossen sich zunächst unter dem Namen Tones on Tail und schließlich als Fast-Reunion als Love and Rockets zusammen. Des Weiteren wurden einige Compilations und Liveaufnahmen der Band veröffentlicht.
Zwischen den Jahren 1985 und 1990 wurden die Alben Mask, The Skies Gone Out sowie 1979 – 1983 Vol. 1 in Großbritannien mit einer Silbernen Schallplatte für jeweils 60.000 verkaufte Einheiten ausgezeichnet.
Im Jahr 1998 vereinigten sich die Musiker wieder und starteten eine Tour durch die ganze Welt mit über 50 Konzerten. Zu dieser Zeit wurde die Best-Of Platte Crackle veröffentlicht. Das Abschlusskonzert in New York wurde auf Video aufgezeichnet, und im Fernsehen ausgestrahlt. Später war diese Aufzeichnung auf DVD zugänglich. Anfang 1999 kündigte die Band an, wieder getrennte Wege zu gehen.

### Zweite Phase (2005–2008)
Im Herbst 2005 fand eine erneute Wiedervereinigung statt. In den nächsten Jahren war Bauhaus wieder in weiten Teilen der Welt auf Tour. Ins Liveprogramm wurden vermehrt Coverversionen anderer Künstler wie Dead Can Dance, John Cale, David Bowie oder Joy Division aufgenommen.
Am 3. März 2008 erschien ein neues Album namens Go Away White bei dem Label Cooking Vinyl. Aufgenommen wurde das Album in Originalbesetzung innerhalb von 18 Tagen im Zircon-Skye-Studio in Ojai. Laut Information auf der Website des Labels wurden alle Stücke live im Studio aufgenommen, und jeweils der erste Take als endgültige Fassung genommen. Des Weiteren wird dort verkündet, dass dieses Album das letzte sein soll, und die Bandmitglieder es als „posthumen Schwanengesang“ ansähen.
Songs wie Saved & The Dog’s a Vapour knüpfen durch ihren düsteren, experimentellen und melancholischen Sound nahtlos an die frühen Goth-Rock-Stücke an.
Dennoch beinhaltet Go Away White auch Lieder mit "helleren" Strukturen die, trotz des experimentellen Sounds, sich grob dem Alternative Rock Umfeld zuordnen lassen.
Grund für die überwiegend hellen und positiv gestimmten Lieder war, das Bauhaus mit einem positiven Statement aufhören wollten.
2008 löste sich die Band laut Peter Murphy endgültig auf.

### Dritte Phase (ab 2018)
2018 kündigten Gründungsmitglieder Peter Murphy und David J einen Auftritt zum 40. Jubiläum der Band beim w-Festival in Belgien an. Zusammen mit weiteren Musikern absolvierten beide eine Tour. Des Weiteren veröffentlichte Kevin Haskins den Bildband "Bauhaus – Undead. The Visual History and Legacy of Bauhaus". 2019 folgten vereinzelte Konzerte in Los Angeles als Palladium Reunion 2019. Am 23. März 2022 erschien mit Drink the New Wine erstmals nach 14 Jahren ein neuer Song der Band.

## Stil und Wahrnehmung
Als Einflüsse gab die Band Siouxsie and the Banshees, Joy Division und David Bowie an.
Bauhaus gilt als eine der einflussreichsten Bands des Gothic Rock. In the Flat Field wird von vielen Kritikern als das erste Album dieses Genres angesehen. Besonders der Sänger Peter Murphy wurde zum Idol der europäischen Gothic-Kultur der 1980er Jahre und diente James O’Barr als Vorbild für den Protagonisten seines Comics The Crow.

## Diskografie

### Studioalben
- 1980: In the Flat Field
- 1981: Mask
- 1982: The Sky’s Gone Out
- 1983: Burning from the Inside
- 2008: Go Away White

### Livealben und Kompilationen
- 1982: Press the Eject and Give Me the Tape. (Live)
- 1983: 4AD
- 1986: 1979–1983 Vol. 1 (Best Of)
- 1986: 1979–1983 Vol. 2 (Best Of)
- 1989: Swing the Heartache – The BBC Sessions
- 1992: Rest in Peace – The Final Concert. (Live)
- 1998: Crackle. (Best Of)
- 1999: Gotham. (Live)
- 2009: This Is for When. (Live-Doppel-LP, limitiert auf 2000 Stück)

### Singles, EPs und Maxis
- 1979: Bela Lugosi’s Dead
- 1980: Dark Entries
- 1980: Terror Couple Kill Colonel
- 1980: Telegram Sam
- 1981: Kick in the Eye
- 1981: The Passion of Lovers
- 1982: Searching for Satori
- 1982: Satori in Paris
- 1982: Spirit. (Picture Disc)
- 1982: God in an Alcove
- 1983: Ziggy Stardust
- 1983: Lagartija Nick
- 1983: She’s in Parties
- 1983: The Bauhaus EP
- 1983: The Sanity Assassin
- 1983: 1981 – 1983 The Singles
- 1998: The Passion of Lovers
- 2008: Too Much 21st Century
- 2022: Drink The New Wine

### Videoalben
- 2000: Gotham. – Live at the Hammerstein Ballroom, New York City, 9./10. September 1998.
- 2005: Shadow of Light/Archive. – Promotion-Video und Konzertaufnahmen (Old Vic Theatre, London) aus dem Jahre 1982.